# Keying (Qing-Dynastie)

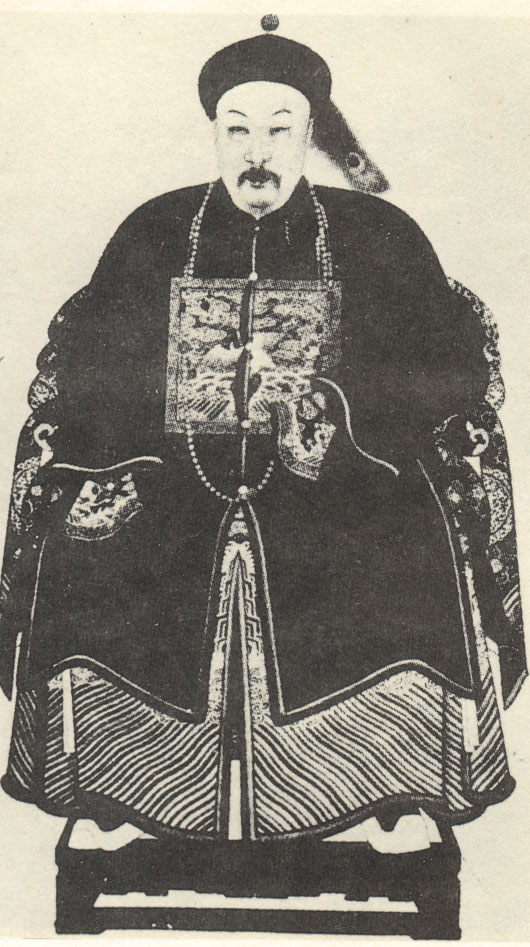
Staatsporträt von Qiying

Keying (* 1787; † 1858; Alternativnamen: Qiying oder auch Kiyeng) war ein Mandschuadliger aus dem Clan der Aisin Gioro. Während der Qing-Dynastie zählte er zu den hohen, beamteten Würdenträgern des Staates. Während des Ersten Opiumkrieges war er auf Befehl des Kaisers Daoguang ab Februar 1842 als Kaiserlicher Kommissar und Gouverneur von Guangdong mit der Lösung des Konflikts betraut und war einer der Unterzeichner des Vertrags von Nanjing. Während des Zweiten Opiumkriegs diente er auch als Unterhändler, wurde aber wegen Illoyalität zum Tode verurteilt und beging infolgedessen Suizid.

## Herkunft und Werdegang
Keying stammte aus dem Klan der Aisin Gioro, die den Kaiser der Qing-Dynastie stellten. Sein Vater Lukang hatte bereits hohe Posten innerhalb des Staates inne, unter anderem diente er als Chefminister des Ritenministeriums. Aufgrund seiner Herkunft erhielt Keying Zugang zu hohen Staatsämtern, ohne die dafür erforderlichen Abschlüsse in der Beamtenprüfung vorweisen zu müssen.
1806 wurde Keying an den Kaiserlichen Clangerichtshof berufen. Im Verlauf seiner Karriere besetzte er rund 50 Posten und erfüllte diese mit Auszeichnung. Unter anderem diente er als Vizeminister im Kriegsministerium und war wie sein Vater Chefminister am Ritenministerium. 1838 diente er als Vizegouverneur in Jehol.

## Opiumkriege
Im Februar 1842 wurde er als Gouverneur und Kaiserlicher Kommissar für Guangdong in das umkämpfte Gebiet während des Opiumkrieges abgeordnet. Im März 1842 erhielt er von Kaiser Daoguang den Auftrag sich zusammen mit dem Manschuadligen Yilibu vorrangig um den Krieg mit den Briten zu kümmern. Keying strebte aufgrund der militärischen Überlegenheit der Briten einen Frieden an, konnte dies aufgrund der politischen Verhältnisse beim Kaiser nicht klar äußern. Nach der Schlacht von Zhenjiang im Juli 1842 erhielt er von Daoguang die Erlaubnis unter allen Umständen Frieden zu schließen. Infolgedessen leitete er zusammen mit Yilibu die Verhandlungen zum Vertrag von Nanjing, welcher den Krieg beendete.
Während des Zweiten Opiumkriegs gehörte Keying erneut zur Verhandlungsdelegation der Qing. Als die britischen Unterhändler inkriminierende Dokumente hervorbrachten, die Keying als Unterhändler diskreditierten, verließ er gegen kaiserlichen Befehl den Verhandlungsort Tianjin in Richtung der Hauptstadt Peking. Dort ersuchte er um eine Audienz beim Kaiser, wurde jedoch abgewiesen, inhaftiert und wegen Befehlsverweigerung zum Tode verurteilt. Als Zeichen kaiserlicher Gnade wurde ihm erlaubt sein Leben von eigener Hand zu beenden.